# Fitzcarraldo
Fitzcarraldo és una pel·lícula alemanya de 1982 dirigida per Werner Herzog i protagonitzada per Klaus Kinski i Claudia Cardinale. Ambientada al Perú de 1910, narra la història de Brian Sweeney Fitzgerald, un aficionat a l'òpera que somia construir un teatre a la selva amazònica. Per finançar-ho, organitza una expedició per explotar arbres de cautxú, enfrontant nombrosos obstacles. La producció va ser complexa, amb problemes climàtics, sanitaris i conflictes amb els nadius. Herzog va rodar en plena selva i va substituir diversos actors, com ara Jack Nicholson,  Jason Robards o Mick Jagger, fins a comptar amb Kinski. La pel·lícula és considerada una de les més ambicioses del director i destaca per la seva espectacularitat visual i narrativa.

## Errades del film
- Durant una de les escenes del vaixell a la deriva, alguns membres de l'equip de rodatge apareixen a la part superior del vaixell (incloent-hi un home que porta texans i que tracta d'evitar que sigui filmat per la càmera).[2]
- Quan els dos membres de la tripulació lluiten entre si, és visible l'ombra d'una càmera a l'esquerra de la imatge.[2]

## Anacronismes
- Després que el vaixell ha passat els ràpids, apareixen un pontons moderns al fons i una embarcació amb un motor forabord passant per l'indret.[3]